# Blepharella analis
Blepharella analis är en tvåvingeart som först beskrevs av Charles Howard Curran 1927.  Blepharella analis ingår i släktet Blepharella och familjen parasitflugor. Inga underarter finns listade i Catalogue of Life.